# 1952-es cannes-i filmfesztivál
Az 5. Cannes-i Nemzetközi Filmfesztivál 1952. április 23. és május 10. között került megrendezésre, Maurice Genevoix, francia író elnökletével. A fesztivál főbiztosi posztját Philippe Erlanger átadta Robert Favre Le Bret-nek. Noha a fesztivál 1951-től végérvényesen nemzetközi lett, a zsűriben még ez évben is csak franciák foglaltak helyet, ami a külföldi filmes szakmai körökben erős elégedetlenséget váltott ki. A szervezők végül bejelentették, hogy "a jövőben elindulnak a nemzetközivé válás útján". A rendezvényen továbbra is sok volt a külsőség, viszont sikerült összegyűjteni az évad legnagyobb filmjeit. A világpolitikában erősen érezhető hidegháború a cannes-i fesztivált sem kerülte el: gyakorlatilag eltűntek a kelet- és közép-európai filmek.
A rendezők között ez évben is ott volt Luis Buñuel, Vittorio De Sica, Christian-Jaque, valamint Elia Kazan. Nagydíjat vehetett át a filmtörténet egyik, minden értelemben „nagy” figurája, az ihletett Shakespeare-rajongó Orson Welles, aki saját főszereplésével mutatta be Othello, a velencei mór tragédiája című alkotását, melynek látványterveit Trauner Sándor készítette, vágását pedig – az ugyancsak magyar származású – Csepreghy Jenő végezte. Mivel Welles nem kapott lehetőséget Hollywoodban, hogy ott készítse el filmjét, Marokkóban forgatott, s a fesztiválon is marokkói színekben indult.
A rövidfilmesek mezőnyében két magyar származású brit rajzfilmes volt található: Peter Foldes (Animated Genesis) és John Halas (The Shoemaker And The Hatter). Foldes és alkotótársa vehette át a legjobb színes technikáért járó díjat.
A fesztivál filmjeiben olyan nagyszerű színészek szerepeltek, mint Gérard Philipe és Gina Lollobrigida (Királylány a feleségem), Kirk Douglas (Detektívtörténet), Anthony Quinn (Viva Zapata!) és ugyanezen filmben nyújtott alakításáért a legjobb férfiszereplő díját elnyerő, de a fesztiválról távol maradt Marlon Brando. Ismét látható volt az énekes-táncos komikus Gene Kelly (Egy amerikai Párizsban) és feltűnt a pályakezdő Sidney Poitier Korda Zoltán Kiáltsd, ez kedves vidék! című művében.

## Zsűri
- Maurice Genevoix(wd) zsűrielnök, író –  Franciaország
- Evrard de Rouvre nagyvállalkozó, filmproducer –  Franciaország
- André Lang újságíró –  Franciaország
- Roger Chapelain-Midy(wd) festőművész –  Franciaország
- Charles Vildrac(wd) költő, író –  Franciaország
- Gabrielle Dorziat(wd) színésznő –  Franciaország
- Suzanne Borel(wd) diplomata, Georges Bidault védelmi miniszter felesége,  Franciaország
- Georges Raguis, a szakszervezet hivatalos képviselője –  Franciaország
- Guy Desson, a Nemzeti Filmközpont (CNC) hivatalos képviselője –  Franciaország
- Jean-Pierre Frogerais(wd) filmproducer –  Franciaország
- Jean Dréville filmrendező –  Franciaország
- Jean Mineur, a CNC hivatalos képviselője –  Franciaország
- Louis Chauvet újságíró –  Franciaország
- Pierre Billon(wd) filmrendező –  Franciaország
- Raymond Queneau író –  Franciaország
- Tony Aubin(wd) zeneszerző –  Franciaország

## Nagyjátékfilmek versenye
- Amar Bhoopali – rendező: Rajaram Vankudre Shantaram
- An American in Paris (Egy amerikai Párizsban)[2] – rendező: Vincente Minnelli
- Arasi no naka no hara (嵐の中の母) – rendező: Szaeki Kijosi
- Cry, the Beloved Country (Kiáltsd, ez kedves vidék!) – rendező: Korda Zoltán
- Das Letzte Rezept – rendező: Rolf Hansen
- Der Weibsteufel – rendező: Wolfgang Liebeneiner
- Detective Story (Detektívtörténet) – rendező: William Wyler
- Die Stimme des Anderen – rendező: Erich Engel
- Due soldi di speranza (Két krajcár reménység) – rendező: Renato Castellani
- Encore – rendező: Harold French, Pat Jackson, Anthony Pelissier
- Fanfan la Tulipe (Királylány a feleségem) – rendező: Christian-Jaque
- Gendzsi monogatari (源氏物語) – rendező: Josimura Kózaburó
- Guardie e ladri (Rendőrök és tolvajok) – rendező: Mario Monicelli, Steno
- Herz der Welt – rendező: Harald Braun
- Hon dansade en sommar (Egy nyáron át táncolt) – rendező: Arne Mattsson
- Ibn el Nil (Egy napon a Nílus) – rendező: Youssef Chahine
- Il cappotto (A köpeny) – rendező: Alberto Lattuada
- La ausente – rendező: Julio Bracho
- Lailat gharam – rendező: Ahmed Badrakhan
- Le banquet des fraudeurs – rendező: Henri Storck
- María Morena – rendező: José María Forqué, Pedro Lazaga
- Nami (波) – rendező: Nakamura Noboru
- Nekri politeia – rendező: Frixos Iliadis
- Nødlanding – rendező: Arne Skouen
- Nous sommes tous des assassins (Mindannyian gyilkosok vagyunk) – rendező: André Cayatte
- Parsifal – rendező: Daniel Mangrané, Carlos Serrano de Osma
- Pasó en mi barrio – rendező: Mario Soffici
- Subida al cielo (Emelkedés az égbe) – rendező: Luis Buñuel
- Surcos – rendező: José Antonio Nieves Conde
- The Medium – rendező: Gian Carlo Menotti
- The Tragedy of Othello: The Moor of Venice (Othello, a velencei mór tragédiája) – rendező: Orson Welles
- Tico-Tico no Fubá – rendező: Adolfo Celi
- Trois femmes – rendező: André Michel
- Umberto D. (A sorompók lezárulnak) – rendező: Vittorio De Sica
- Viva Zapata! (Viva Zapata!) – rendező: Elia Kazan

## Versenyen kívül
- Le rideau cramoisi (Karmazsin függöny)[2] – rendező: Alexandre Astruc

## Rövidfilmek versenye
- Albrecht Dürer: Die Grosse Holzschnittpassion – rendező: Alfons Stummer
- All'Ombra delle fanciulle in fiore – rendező: Gian Luigi Rondi
- Animated Genesis – rendező: Peter Foldes, Joan Foldes
- Apollon Musageta – rendező: Irene Dodall
- Arte sacra missionaria – rendező: Gentil Marques
- Bambini – rendező: Francesco Maselli
- Bezaubernde Nebendinge auf Gemalden alter Meister – rendező: Dr. Hans Cürlis
- Blancos mercedarios – rendező: Christian Anwander
- Cairo – rendező: Massimo Dallamano
- Demonstration In Reception – rendező: Garett I. Johnson
- Djerba l'île biblique – rendező: Philippe Este
- El dorado – rendező: John Alderson
- Erkennen und Heilen – rendező: Ernest Bingen
- Et la noce dansait – rendező: Yehoshua Bertonoff
- Europaische Strassburg – rendező: Ernest Bingen
- Feurige Hochzeit – rendező: Dr. Ulrich Kayser
- Glimpses of South Africa N° 5 – rendező: Errol Hinds
- Green Glory – rendező: M. Ahmed
- Groenland: Vingt mille lieux sur les galces – rendező: Marcel Ichac, Jean-Jacques Languepin
- Het Schots is te Boord – rendező: Herman van der Horst
- Hij, Zij en een Werendhaven – rendező: Ytzen Brusse
- Indisk by – rendező: Arne Sucksdorff
- Dzsódai csókoku (上代彫刻) – rendező: Mizuki Szója (水木荘也)
- La fugue de Mahmoud – rendező: Roger Leenhardt
- La grande île au cœur des saintes eaux – rendező: Monique Muntcho, J.K. Raymond-Millet
- Le Ali di Ariele – rendező: Gaetano De Maria
- Le jour de l’indépendance – rendező: Victor Vicas
- Le jour promis – rendező: S.I. Shweig
- Les gens du nord – rendező: René Lucot
- L'Homme dans la tour – rendező: Bernard Devlin, Jean P. Palardy
- Maskerage – rendező: Max De Haas
- Masques et visages de James Ensor – rendező: Paul Haesaerts
- Na granicama Jugoslavije – rendező: Djordje Vukovic
- Nei regni del mare – rendező: Giovanni Roccardi
- Newfoundland Scene – rendező: Sid Newman
- Panta Rhei – rendező: Bert Haanstra
- Paysans de l’autres – rendező: Philippe Este
- Quarante ans d’évolution marocaine – Présence française au Maroc – rendező: Serge Debecque
- River Run – rendező: Lee Prater, Dick Mosher
- Rustic Delights – rendező: V. R. Sarma
- Six mille ans de civilisation – rendező: Ahmed Korshid
- Taiszei sakuszon (大聖釈尊) – rendező: Ófudzsi Noburó
- The Shoemaker And The Hatter – rendező: John Halas
- The Story of Steel – rendező: Jagat Murari
- The Two Mouseketeers – rendező: William Hanna, Joseph Barbera
- Victor Hugo – rendező: Roger Leenhardt, Yvonne Gerber
- Zivot fresaka – rendező: Zoran Markus

## Díjak

### Nagyjátékfilmek
- Nagydíj:
  - Due soldi di speranza (Két krajcár reménység)[2] – rendező: Renato Castellani
  - The Tragedy of Othello: The Moor of Venice (Othello, a velencei mór tragédiája) – rendező: Orson Welles
- A zsűri különdíja: Nous sommes tous des assassins (Mindannyian gyilkosok vagyunk) – rendező: André Cayatte
- Legjobb lírai film díja: The Medium – rendező: Gian Carlo Menotti
- Legjobb rendezés díja: Fanfan la Tulipe (Királylány a feleségem) – rendező: Christian-Jaque
- Legjobb forgatókönyv díja: Guardie e ladri (Rendőrök és tolvajok) – forgatókönyvíró: Pietro Tellini
- Legjobb női alakítás díja: Lee Grant – Detective Story (Detektívtörténet)
- Legjobb férfi alakítás díja: Marlon Brando – Viva Zapata! (Viva Zapata!)
- Legjobb filmzene díja: Hon dansade en sommar (Egy nyáron át táncolt) – zeneszerző: Sven Sköld
- Legjobb fényképezés és plasztikus megjelenítés díja: Gendzsi monogatari – operatőr: Szugijama Kóhei
- Technikai nagydíj: Amar Bhoopali – rendező: Rajaram Vankudre Shantaram
- Tisztelet kifejezése Alexandre Astruc-nek a Le rideau cramoisi (Karmazsin függöny) című alkotásához
- OCIC-díj: Due soldi di speranza (Két krajcár reménység) – rendező: Renato Castellani

### Rövidfilmek
- Nagydíj: Het Schots is te Boord – rendező: Herman van der Horst
- A zsűri különdíja: Indisk by – rendező: Arne Sucksdorff
- A zsűri különdíja tudományos, vagy oktatófilmnek: Groenland: Vingt mille lieux sur les galces – rendező: Marcel Ichac
- Legjobb színes technika díja:
  - Peter Foldes – Animated Genesis
  - Joan Foldes – Animated Genesis